# Sede titolare di Auca
Auca (in latino Aucensis) è una sede titolare della Chiesa cattolica.

## Storia
Dal 1969 Auca è annoverata tra le sedi vescovili titolari della Chiesa cattolica;  dal 13 dicembre 1997 il vescovo titolare è Mieczysław Cisło, già vescovo ausiliare di Lublino.

## Cronotassi dei vescovi titolari
- Daniel Llorente y Federico † (11 dicembre 1969 - 27 febbraio 1971 deceduto)
- Hernando Rojas Ramírez † (26 aprile 1972 - 12 dicembre 1974 succeduto vescovo di Espinal)
- Theodor Hubrich † (5 dicembre 1975 - 26 marzo 1992 deceduto)
- Jorge Mario Bergoglio, S.I. † (20 maggio 1992 - 3 giugno 1997 nominato arcivescovo coadiutore di Buenos Aires)
- Mieczysław Cisło, dal 13 dicembre 1997